# LM-2
Distribuée en 1980, LM-2 est la première machine Lisp de la société Symbolics. C'est essentiellement une redistribution de la machine Lisp du MIT.